# The Essential Iron Maiden
The Essential Iron Maiden – dwupłytowy album kompilacyjny brytyjskiej grupy heavymetalowej Iron Maiden. Został wydany jedynie w Ameryce Północnej, podczas gdy w Europie wypuszczona została na rynek muzyczny poprawiona edycja albumu Edward the Great.

## Lista utworów

### CD 1
1. „Paschendale” (Harris, Smith) – 8:26
2. „Rainmaker” (Dickinson, Harris, Murray) – 3:48
3. „The Wicker Man” (Dickinson, Harris, Smith) – 4:35
4. „Brave New World” (Dickinson, Harris, Murray) – 6:18
5. „Futureal” (Bayley, Harris) – 2:56
6. „The Clansman” (Harris) – 8:59
7. „Sign of the Cross” (Harris) – 11:16
8. „Man on the Edge” (Bayley, Gers) – 4:11
9. „Be Quick or Be Dead” (Dickinson, Gers) – 3:23
10. „Fear of the Dark” (live) (Harris) – 7:52
11. „Holy Smoke” (Dickinson, Harris) – 3:47
12. „Bring Your Daughter...To the Slaughter” (Dickinson) – 4:43
13. „The Clairvoyant” (Harris) – 4:26

### CD 2
1. „The Evil That Men Do” (Dickinson, Harris, Smith) – 4:34
2. „Wasted Years” (Smith) – 5:06
3. „Heaven Can Wait” (Harris) – 7:20
4. „2 Minutes to Midnight” (Dickinson, Smith) – 6:00
5. „Aces High” (Harris) – 4:29
6. „Flight of Icarus” (Dickinson, Smith) – 3:51
7. „The Trooper” (Harris) – 4:12
8. „The Number of the Beast” (Harris) – 4:52
9. „Run to the Hills” (Harris) – 3:54
10. „Wrathchild” (Harris) – 2:55
11. „Killers” (Di’Anno, Harris) – 5:01
12. „Phantom of the Opera” (Harris) – 7:06
13. „Running Free” (live) (Di’Anno, Harris) – 8:43
14. „Iron Maiden” (live) (Harris) – 4:49

## Twórcy
- Bruce Dickinson – śpiew
- Martin Birch – produkcja
- Clive Burr – perkusja
- Paul Di’Anno – śpiew
- Steve Harris – gitara basowa, produkcja
- Simon Fowler – fotografie
- Lonn Friend – informacje w broszurce
- Janick Gers – gitara
- Nigel Green – produkcja
- Adrian Smith – gitara
- Michael Kenney – keyboard
- Will Malone – produkcja
- Nicko McBrain – perkusja
- Dave Murray – gitara
- Dimo Safari – fotografia na okładce
- Kevin Shirley – produkcja, mastering, miksowanie
- Blaze Bayley – śpiew
- Dennis Stratton – gitara
- Howie Weinberg – mastering